# Шахмагонов, Николай Фёдорович
Николай Фёдорович Шахмагонов (20 августа 1948 — 23 октября 2022) — русский писатель, автор серии художественно-исторических биографий. Член Союза писателей России с 1994 года. Полковник запаса.

## Биография
Родился в семье сценариста и писателя Фёдора Фёдоровича Шахмагонова. Окончил Калининское суворовское военное училище в 1966 году, Московское высшее общевойсковое командное училище в 1969, Высшие академические курсы при Военной Академии им. Фрунзе в 1976 году. Проходил службу в мотострелковых войсках, в должностях от командира мотострелкового взвода до командира батальона. С 1978 года — редактор и зам. ответственного секретаря журнала «Советское военное обозрение». С 1982 по 1992 год — редактор (затем — старший редактор) Военного издательства.
В Калининском суворовском военном училище был секретарём комсомольской организации роты. За руководство комсомольской организацией в 1965 году награждён Почётной Грамотой ЦК ВЛКСМ.
Литературной деятельностью начал заниматься ещё в курсантские годы. Первая публикация — 19 декабря 1968 года — посвящена 20-летию Калининского суворовского военного училища. Первый большой рассказ «Простое решение» опубликован в газете «Красная Звезда» 20 августа 1976 года. В августе 1976 года в качестве специального корреспондента газеты «Известия» выезжал в Таганрог для изучения материалов по Таганрогскому подполью. Были опубликованы очерки «За себя и за нас» — в марте 1977 года — и другие, посвящённые героической борьбе подпольщиков в годы войны. Это предопределило переход в военную печать и назначение в журнал «Советское военное обозрение», выходивший на шести языках и распространяемый в более чем 100 стран мира.
Первая книга, вышедшая в 1982 году, «Золотой скальпель» — о знаменитом военном хирурге Герое Социалистического Труда М. Ф. Гулякине. Другие произведения: «Дорога к земным звёздам» — о современной армии, роман «Стану командармом», исторические хроники «Чудный вождь Потёмкин» (1991), «Храни Господь Потёмкина», «Хрестоматия по истории Отечества», «Россия в XIX веке», «Ярость благородная» (2007). В 2007 и в 2012 годах в серии «Русские витязи» вышли объёмистые труды «Светлейший князь Потёмкин и Екатерина Великая в любви, супружестве, государственной деятельности» и «1812 год: новые факты Наполеоновских войн и разгром Наполеона в России».
Для исторической философии Шахмагонова характерен новый взгляд на биографии известных деятелей прошлого — в том числе И. В. Сталина (роман «Ярость благородная»), А. А. Аракчеева, Ивана Грозного и «прогрессивного войска опричников».
Автор серии книг «Любовные драмы» (издательство «Вече»): «Любовные драмы русских писателей», «Любовные драмы русских поэтов», «Русские Государи в любви и супружестве», «Екатерина Великая в любви и супружестве», «Орлы Екатерины в любви и сражениях», «Любовные драмы у трона Романовых», «Пушкин в любви и любовной поэзии», «Друзья Пушкина в любви и поэзии» «Тёмные аллеи Бунина в жизни и любви», «Куприн на поединке в любви и творчестве», «Любовные лихорадки Тургенева», «Женщины Льва Толстого в творчестве и в жизни», «Трагедии Тютчева в любви», «Белые ночи и чёрные дни Достоевского. Любовь и творчество», «Художники и композиторы в любви и творчестве. Творцы и их музы», «Александр I в любви и творчестве. Судьба победителя Наполеона». «Александр II в любви и супружестве. Любовные приключения императора».
В серии «Лучшие биографии» изданы книги: «Екатерина Великая», «Светлейший князь Потёмкин-Таврический», «Генералиссимус Суворов», «Кутузов».
В серии «Русские витязи» вышли книги: «Светлейший князь Потёмкин и Екатерина Великая в любви, супружестве, государственной деятельности», «1812 год: новые факты наполеоновских войн и разгром Наполеона в России», в серии «Россия, которую мы не знали» изданы книги «Гений, чтобы царствовать», «Гений, чтобы побеждать», «Я — Симеон Великий» — истинная история старца Феодора Козьмича, заявившего о себе в тайнописях, расшифрованных Г. С. Гриневичем: «Император Александр I — это я, Симеон Великий», «Золотой скальпель», «Екатерина — Великая»
Автор большого романа, охватывающего период он перестройки до нашего времени «Офицеры России. Путь к Истине». Автор поэтических сборников «Солнце любви» (2007), «О, как мне сердце удержать» (2009), «Есть в женской зрелости своё очарованье» (2010).
В серии «Честь имею» — книга «Суворовский алый погон».
После выхода в запас проводил большую военно-патриотическую работу. Провёл свыше двух тысяч встреч с читателями и творческих вечеров в Центральном музее Вооружённых Сил, в Международном Славянском культурном центре, в кинотеатре «Баку» (концерты патриотической песни), в Московском высшем общевойсковом командном училище и Московском и Тверском суворовских военных училищах, в военных госпиталях и здравницах, в войсковых частях и учреждениях Министерства Обороны РФ.
Скончался 23 октября 2022 года.

## Семья
Отец: Фёдop Фёдорович Шахмагонов (1923—2014) — советский писатель и сценаpист, с 1951 по 1960 литературный секретарь М. А. Шолохова. Автор романов «Тихие Затоны», «Лихова пустынь», «Ликуя и скорбя», «Хранить вечно», «Остри свой меч» и других, а также сценариев к кинофильмам «Меченый атом» и совместно с Юрием Лукиным — «Судьба человека» и «Поднятая целина».
От первого брака имел дочь, Елену Николаевну Шахмагонову (род. 16 сентября 1970).
От второго брака — сын Дмитрий Николаевич (род. 27 февраля 1979), окончивший, как и отец, Тверское (Калининское) суворовское военное училище и Московское высшее общевойсковое командное училище.
От второго брака — дочь Александра Николаевна (род. 30 января 1985), окончила Литературный институт имени Максима Горького. Автор сборников рассказов и повестей «Гармония любви» и «Крещенский дождь», а также книг «Матильда Кшесинская и драмы русских балерин», «Актрисы старой России. От Асенковой до Комиссаржевской», «Любовные драмы русских принцесс. От внучек Екатерины Второй до сестёр Николая Второго», «Любовные драмы русских балерин. От Авдотьи Истоминой до Анны Павловой», «Фрейлины русских императриц. Жизнь у трона» и других.